# Чемпионат Дании по волейболу среди мужчин
Чемпионат Дании по волейболу среди мужчин — ежегодное соревнование мужских волейбольных команд Дании. Проводится с сезона 1962/63.
Соревнования проходят в трёх дивизионах — Элите, 1-м и 2-м. Организатором чемпионатов является Датский волейбольный союз.

## Формула соревнований (Элитедивизион)
Чемпионат в Элитедивизионе в сезоне 2024/2025 включал два этапа — предварительный и плей-офф. На предварительной стадии команды играли в два круга. По её итогам 8 лучших вышли в плей-офф и далее по системе с выбыванием определили двух финалистов, которые разыграли первенство. Серии матчей плей-офф проводились до двух (в четвертьфинале) и до трёх (в полуфинале и финале) побед одного из соперников.
За победу со счётом 3:0 и 3:1 команды получают по 3 очка, за победу 3:2 — 2, за поражение 2:3 — 1, за поражение 0:3 и 1:3 очки не начисляются.
В чемпионате 2024/25 в Элитедивизионе участвовали 10 команд: «Орхус СВ Элите» (Орхус), «Норденскув-Унгдомс» (Орре-Согн), «Гентофте», «Оденсе», «Миддельфарт», «Вестшелланн» (Корсёр), ДХВ (Оденсе), «Икаст-КФУМ» (Икаст), «Видовре», «Амагер» (Копенгаген). Чемпионский титул выиграл «Оденсе», победивший в финальной серии «Норденскув-Унгдомс» 3-0 (3:1, 3:1, 3:1). 3-е место занял «Норденскув-Унгдомс».

## Чемпионы
| - 1963 «Вогнмандсмаркен» Копенгаген - 1964 «Вогнмандсмаркен» Копенгаген - 1965 «Кёбенхавн» Копенгаген - 1966 «Вогнмандсмаркен» Копенгаген - 1967 «Вогнмандсмаркен» Копенгаген - 1968 «Вогнмандсмаркен» Копенгаген - 1969 «Гладзаксе» Копенгаген - 1970 «Гладзаксе» Копенгаген - 1971 «Рёдовре» - 1972 «Рёдовре» - 1973 «Рёдовре» - 1974 «Миддельфарт» - 1975 «Рёдовре» - 1976 «Миддельфарт» - 1977 «Миддельфарт» - 1978 «Гладзаксе» Копенгаген - 1979 «Гладзаксе» Копенгаген - 1980 «Гладзаксе» Копенгаген - 1981 «Гладзаксе» Копенгаген - 1982 ДХГ «Оденсе» - 1983 ДХГ «Оденсе» - 1984 «Гладзаксе» Копенгаген - 1985 «Гладзаксе» Копенгаген - 1986 «Хольте» - 1987 «Хольте» - 1988 «Хольте» - 1989 «Хольте» - 1990 «Хольте» - 1991 «Хольте» - 1992 «Хольте» - 1993 «Хольте» - 1994 «Хольте» | - 1995 «Хольте» - 1996 «Гентофте» - 1997 «Хольте» - 1998 «Хольте» - 1999 «Гентофте» - 2000 ДХГ «Оденсе» - 2001 «Ольборг» - 2002 «Ольборг» - 2003 ДХГ «Оденсе» - 2004 «Орхус» - 2005 «Мариенлист» Оденсе - 2006 «Мариенлист» Оденсе - 2007 «Гентофте» - 2008 «Мариенлист» Оденсе - 2009 «Мариенлист» Оденсе - 2010 «Мариенлист» Оденсе - 2011 «Мариенлист» Оденсе - 2012 «Миддельфарт» - 2013 «Мариенлист» Оденсе - 2014 «Мариенлист» Оденсе - 2015 «Гентофте» - 2016 «Гентофте» - 2017 «Мариенлист» Оденсе - 2018 «Гентофте» - 2019 «Гентофте» - 2020 «Гентофте» - 2021 «Гентофте» - 2022 «Миддельфарт» - 2023 «Мариенлист-Фортуна» Оденсе - 2024 «Оденсе» - 2025 «Оденсе» |